# 1991년 2월
| 1991년: 1월 · 2월 · 3월 · 4월 · 5월 · 6월 · 7월 · 8월 · 9월 · 10월 · 11월 · 12월 |

| <          | 1991년 2월 | 1991년 2월 | 1991년 2월 | 1991년 2월 | 1991년 2월   | >         |
| 일         | 월         | 화         | 수         | 목         | 금           | 토        |
|            |            |            |            |            | 1 12.17 임인 | 2 18 계묘 |
| 3 19 갑진  | 4 20 을사  | 5 21 병오  | 6 22 정미  | 7 23 무신  | 8 24 기유    | 9 25 경술 |
| 10 26 신해 | 11 27 임자 | 12 28 계축 | 13 29 갑인 | 14 30 을묘 | 15 1.1 병진  | 16 2 정사 |
| 17 3 무오  | 18 4 기미  | 19 5 경신  | 20 6 신유  | 21 7 임술  | 22 8 계해    | 23 9 갑자 |
| 24 10 을축 | 25 11 병인 | 26 12 정묘 | 27 13 무진 | 28 14 기사 |              |           |

| 편집하기 |

## 1991년2월 28일
- 걸프 전쟁의 정식 종전이 선언되었다.

## 1991년2월 27일
- 걸프전이 끝나 쿠웨이트가 해방되다.